# محمد جواد العبوسي
الدكتور محمد جواد العبوسي هو اقتصادي وسياسي عراقي ومن ذوي التوجهات القومية الناصرية، ولد سنة 1924 في بغداد، شغل منصب وزير المالية للفترة من 12 أيار 1963 حتى 3 أيلول 1965.
يحمل شهادة الدكتوراه في اقتصاديات النفط، وشغل منصب عميد كلية الإدارة والاقتصاد في جامعة بغداد للفترة 1959-1960. كما شغل منصب مدير الشعبة الاقتصادية في مديرية الصناعة العامة بوزارة الاقتصاد خلال فترة تولي الدكتور إبراهيم كبة للوزارة بين عامي 1958-1960.
كما شغل منصب رئيس ديوان الرقابة المالية للفترة من 3 تشرين الأول 1967 إلى 15 كانون الأول 1967.
من مؤلفاته كتاب «البترول في البلاد العربية» الصادر عن جامعة الدول العربية سنة 1955.